# Dark Touch
Dark Touch – francusko-irlandzko-szwedzki film fabularny (horror) z 2013 roku, napisany i wyreżyserowany przez Marinę de Van. Światowa premiera projektu miała miejsce 18 kwietnia 2013 podczas Tribeca Film Festival w Nowym Jorku.

## Opis fabuły
Jedenastoletnia Niamh cudem uchodzi z życiem z rzekomego rozboju, do którego doszło w jej domu. Podczas pełnej nieścisłości nocy jej rodzice zostali krwawo zamordowani. Policja w pełni ignoruje wyjaśnienia dziecka dotyczące masakry. Niamh trafia pod opiekę ciotki i zamieszkuje z jej rodziną. W nowym domu dziewczynki zaczyna dochodzić do niewytłumaczalnych zdarzeń.

## Obsada
- Missy Keating − Niamh
- Marcella Plunkett − Nat Galin
- Padraic Delaney − Lucas Galin
- Charlotte Flyvholm − Tanya Galin
- Stephen Wall − Mathew Collins
- Robert Donnelly − Ryan Galin
- Susie Power − Lucy Galin
- Richard Dormer − Henry
- Catherine Walker − Maud
- Simon Boyle − pan Brennan
- Olga Wehrly − Colette

## Nagrody i wyróżnienia
- 2013, Sitges − Catalonian International Film Festival:
  - nominacja do nagrody Maria w kategorii najlepszy film fabularny (wyróżniona: Marina de Van)[2]
- 2013, Neuchâtel International Fantasy Film Festival:
  - nagroda Narcisse w kategorii najlepszy film fabularny (Marina de Van)[2]
  - nagroda Denis-de-Rougemont Youth (Marina de Van)[2]
  - nagroda Mad Movies (Marina de Van)[2]